# Suzy Frelinghuysen
Suzy Frelinghuysen (Newark, 7 de mayo de 1911-19 de marzo de 1988), también conocida como Suzy Morris, fue una pintora abstracta y cantante de ópera estadounidense.

## Trayectoria
Nacida en una familia prominente de Newark, Nueva Jersey, era hija de Estelle B. Kinney y de Frederick Frelinghuysen (1848-1936). Desciende de varios políticos, incluido su abuelo, Frederick T. Frelinghuysen (Secretario de Estado de Chester A. Arthur ), y su tío abuelo, Theodore Frelinghuysen (Senador de Nueva Jersey).
Fue educada en la escuela Miss Fine en Princeton  y recibió clases de arte y música por separado, mientras realizaba viajes de infancia a Europa. Mostró un temprano interés por la pintura y el dibujo, pero nunca realizó estudios formales de arte.
El 30 de enero de 1935 se casó con George LK Morris, quien alentó su carrera artística. Su casa y estudio en Lenox, Massachusetts, construidos entre 1930 y 1941, son ahora un museo.

### Etapa como pintora
Sus pinturas fueron realizadas en un estilo realista hasta el momento de su matrimonio con el pintor abstracto y coleccionista George LK Morris en 1935. Morris le presentó el trabajo de modernistas europeos como Pablo Picasso, Fernand Léger, Georges Braque y Juan Gris, lo que la inspiró a explorar un estilo cubista más abstracto.
En abril de 1937, se unió a la American Abstract Artists (AAA), una organización relacionada con el Museo de Arte Moderno y centrada principalmente en artistas de la escena estadounidense.
En 1938 se convirtió en la primera mujer en tener un cuadro en la colección permanente de The Museum of Living Art: A. E. Gallatin. Ella y Morris fueron miembros fundadores de los Artistas Abstractos Americanos. Participó, en París, en el Salón de las Realidades Nuevas y expuso también en Roma y Ámsterdam.
De 1938 a 1946, Frelinghuysen tuvo gran éxito al exponer su obra en el Museum of Living Art de Gallatin, en la exposición de los Park Avenue Cubist, la cual viajó a Chicago, San Francisco y Honolulu, en una muestra creada por Peggy Guggenheim, y en el Museo de Arte de Filadelfia, en la exposición Eight by Eight: American Abstract Painting since 1940. En 1947, su carrera como pintora llegó a su fin, ya que decidió dedicarse plenamente a su carrera como cantante.
En 1943, la obra de Frelinghuysen fue incluida en la exposición de Peggy Guggenheim titulada The Exhibition by 31 Women en la galería Art of This Century en Nueva York.

### Etapa como cantante de Ópera
Como Suzy Morris, la soprano dramática actuó con la Ópera de la Ciudad de Nueva York entre 1947 y 1950, interpretando papeles en óperas como Ariadne auf Naxos (en el papel principal, junto a Virginia MacWatters como Zerbinetta), Cavalleria rusticana (como Santuzza, bajo la dirección de Julius Rudel ), Tosca (como Floria Tosca), Aïda (como Amneris, con Camilla Williams, Ramón Vinay y Lawrence Winters, bajo la dirección de Theodore Komisarjevsky ) y Les contes d'Hoffmann (como Giulietta).
Después de su última aparición con la City Opera, debutó en 1950 con la New Orleans Opera Association, como Amelia en Un ballo in maschera. En esa actuación, que fue retransmitida, también participaron Jussi Björling, Marko Rothmüller, Martha Larrimore, el joven Norman Treigle (como Samuele) y Audrey Schuh (como Oscar, su primer papel importante). En 1998, VAI lanzó esta interpretación en disco compacto.
Después de un ataque de bronquitis en 1951, la soprano se retiró de los escenarios y volvió a dedicarse a la pintura a tiempo completo.

## Legado
Frelinghuysen murió el 19 de marzo de 1988a los 76 años, a causa de derrame cerebral, en Pittsfield, Massachusetts. Su obra forma parte de las colecciones del Museo Metropolitano de Arte, el Museo de Arte de Filadelfia, el Museo Smithsonian de Arte Americano, el Instituto de Arte Carnegie y el museo de su casa y estudio en Lenox, Massachusetts.

## Exposiciones
- 1937–1947, American Abstract Artists Annual Exhibitions, Nueva York, Nueva York[14]
- 1937, Park Avenue Cubist Show at Paul Reinhardt Galleries con Morris, AE Gallatin y Charles G. Shaw
- 1940, Park Avenue Cubist Show: Tours Chicago, San Francisco y Honolulu[2]
- 1940, Peggy Guggenheim show: 31 contemporary women artists[15]
- 1944, Annual Exhibition, Whitney Museum of American Art[16]
- 1945, Eight by Eight: American Abstract Painting since 1940, Philadelphia Museum of Art[2]
- 1986, American Abstract Artists 50th Anniversary Exhibition[2]

## Colecciones
- Museo de Arte Carnegie, Pittsburgh, Pensilvania[17]
- Museo Metropolitano de Arte, Nueva York, Nueva York[5][18]
- Museo de Arte de Filadelfia, Filadelfia, Pensilvania
- Museo Smithsonian de Arte Americano, Washington D. C.[19]
- La Colección Phillips, Washington D. C.[20]
- Museo Whitney de Arte, Nueva York, Nueva York[21]